# Carl Gustav Carus
Carl Gustav Carus, (Leipzig 3 januari 1789 - Dresden, 28 juli 1869) was een Duitse arts, wetenschapsfilosoof en kunstschilder. Als wetenschapsfilosoof wordt hij gerekend tot de Duitse Naturphilosophie, als kunstenaar tot de stroming van de romantiek.

## Leven en werk

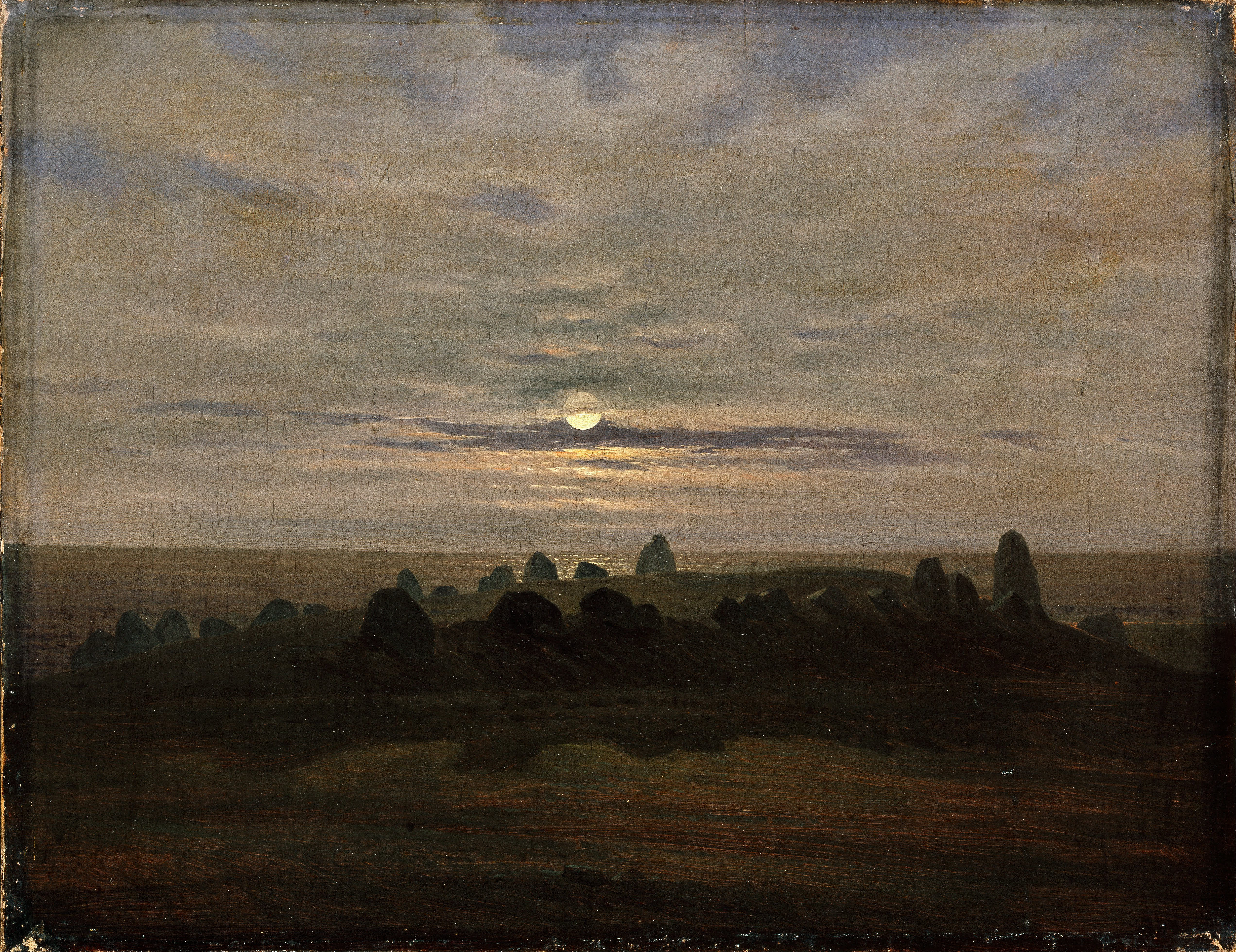
Het hunebed Riesenberg op Rügen

Carus was de zoon van een verffabrikant en kreeg al op jonge leeftijd tekenles. Hij leek echter voorbestemd voor de wetenschap. Van 1804 tot 1810 studeerde hij natuurwetenschappen, filosofie en medicijnen aan de Universiteit van Leipzig. Vervolgens werkte hij in een kraamkliniek, om in 1814 hoogleraar verloskunde te worden aan de Hebammenschule in Dresden. Hij zou al snel een vooraanstaand man in zijn vakgebied worden. Later maakte hij ook naam met diverse wetenschapsfilosofische werken, waarmee hij uitgroeide tot een belangrijke vertegenwoordiger van de door Alexander von Humboldt beïnvloede Duitse Naturphilosophie. Daarbij liep hij met sommige van zijn theorieën vooruit op latere wetenschappelijke concepten zoals de recapitulatietheorie en de psychoanalyse. Ook hield hij zich bezig met dierfysiologie.
Carus zou ook zijn leven lang blijven schilderen en nam nog tijdens zijn studies les bij Julius Schnorr von Carolsfeld. Aan de Universiteit van Leipzig leerde hij omstreeks 1817 Caspar David Friedrich kennen, die grote invloed op hem heeft gehad. Hij schilderde vooral landschappen en genrewerken en groeide uit tot een van de belangrijkste vertegenwoordigers van de Duitse romantische schilderkunst. Na reizen door onder andere Italië en Engeland schreef hij tussen 1815 en 1824 zijn Neun Briefe über Landschaftsmalerie, een van de belangrijkste theoretische studies over de Duitse romantiek, met bijzondere aandacht voor de esthetiek van het landschap.
Carus overleed in 1869 op 80-jarige leeftijd. Naast zijn wetenschapsfilosofisch werk en memoires liet hij ongeveer 400 schilderijen na. Een groot aantal van zijn werken zijn te zien in de Galerie Neue Meister te Dresden. Ook grote musea als de Hermitage in Sint-Petersburg, het Metropolitan Museum of Art in New York, het Museum of Fine Arts te Boston en de National Gallery of Art in Washington D.C. hebben schilderijen van Carus in de collectie.

## Galerij

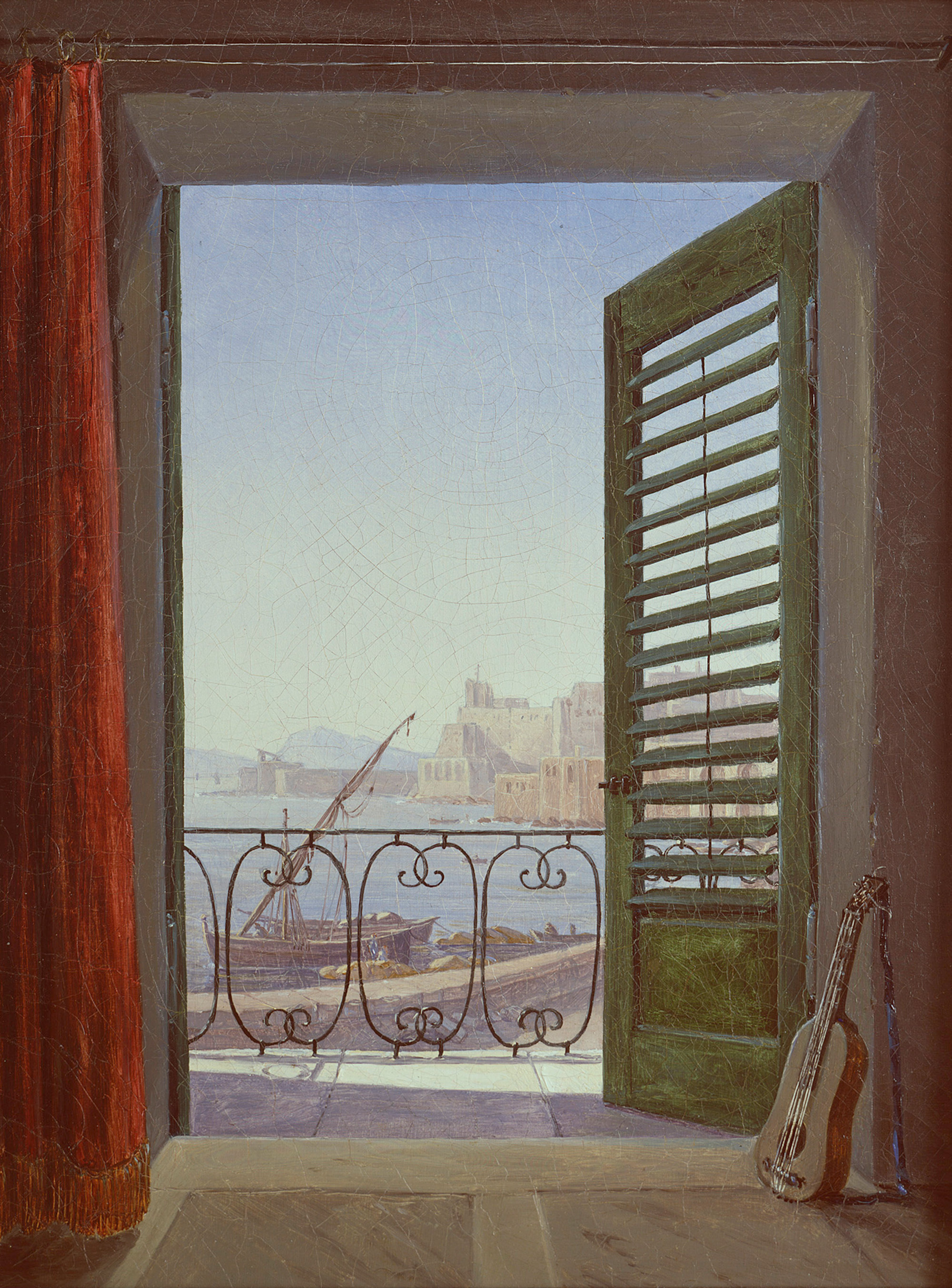
Balkon in Napels
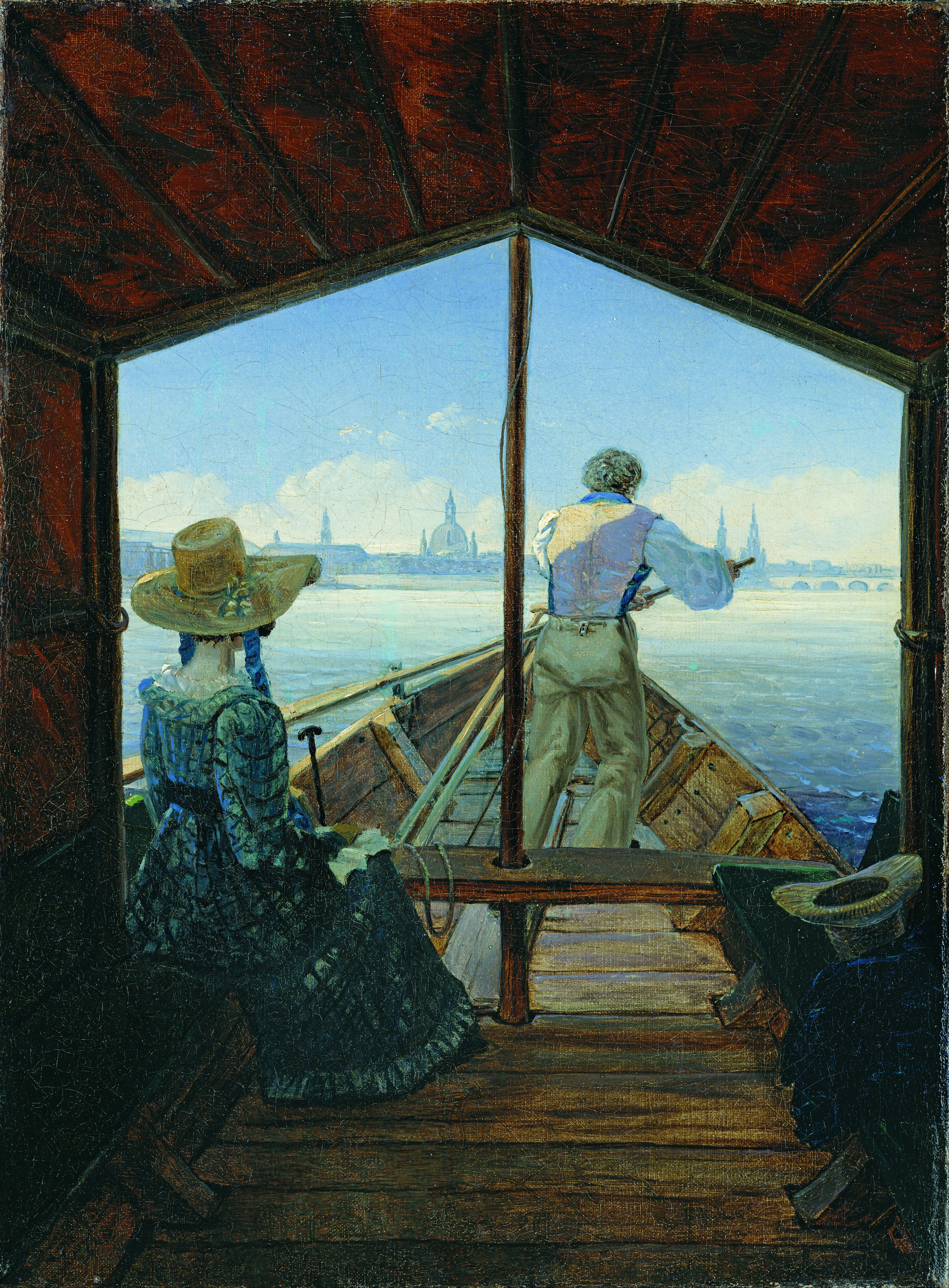
Ochtend op de Elbe
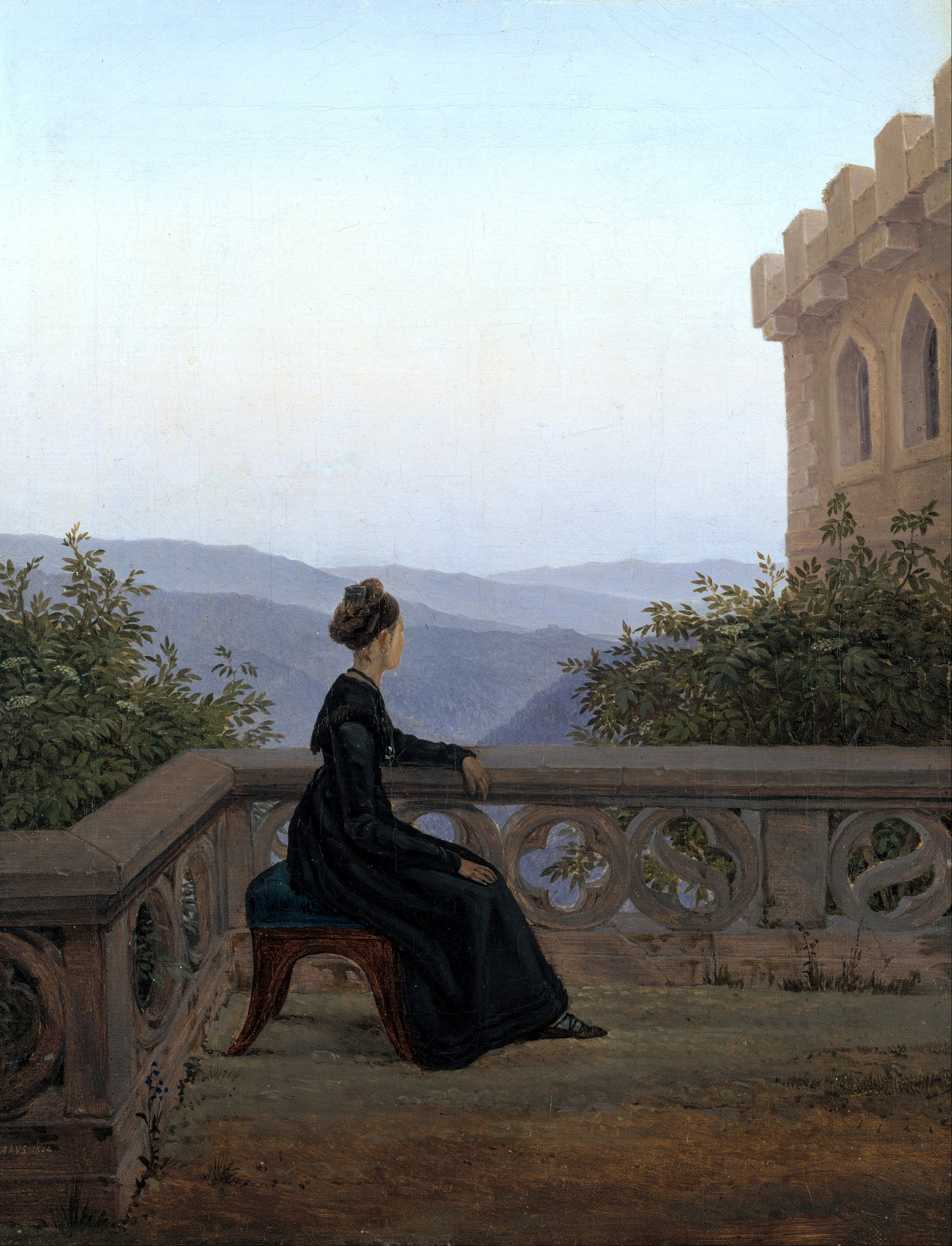
Vrouw op het balkon
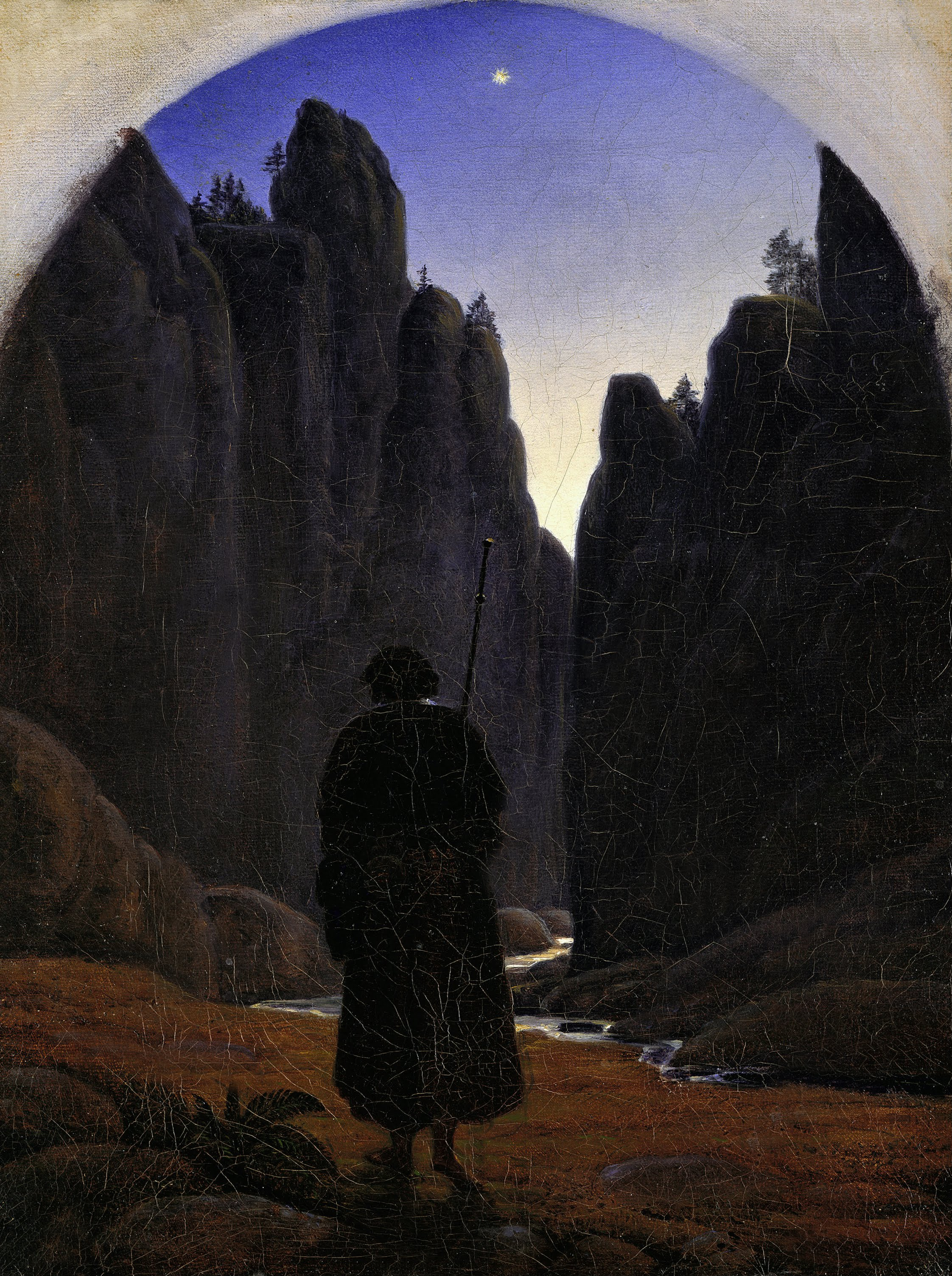
Pelgrim in de rotsenvallei
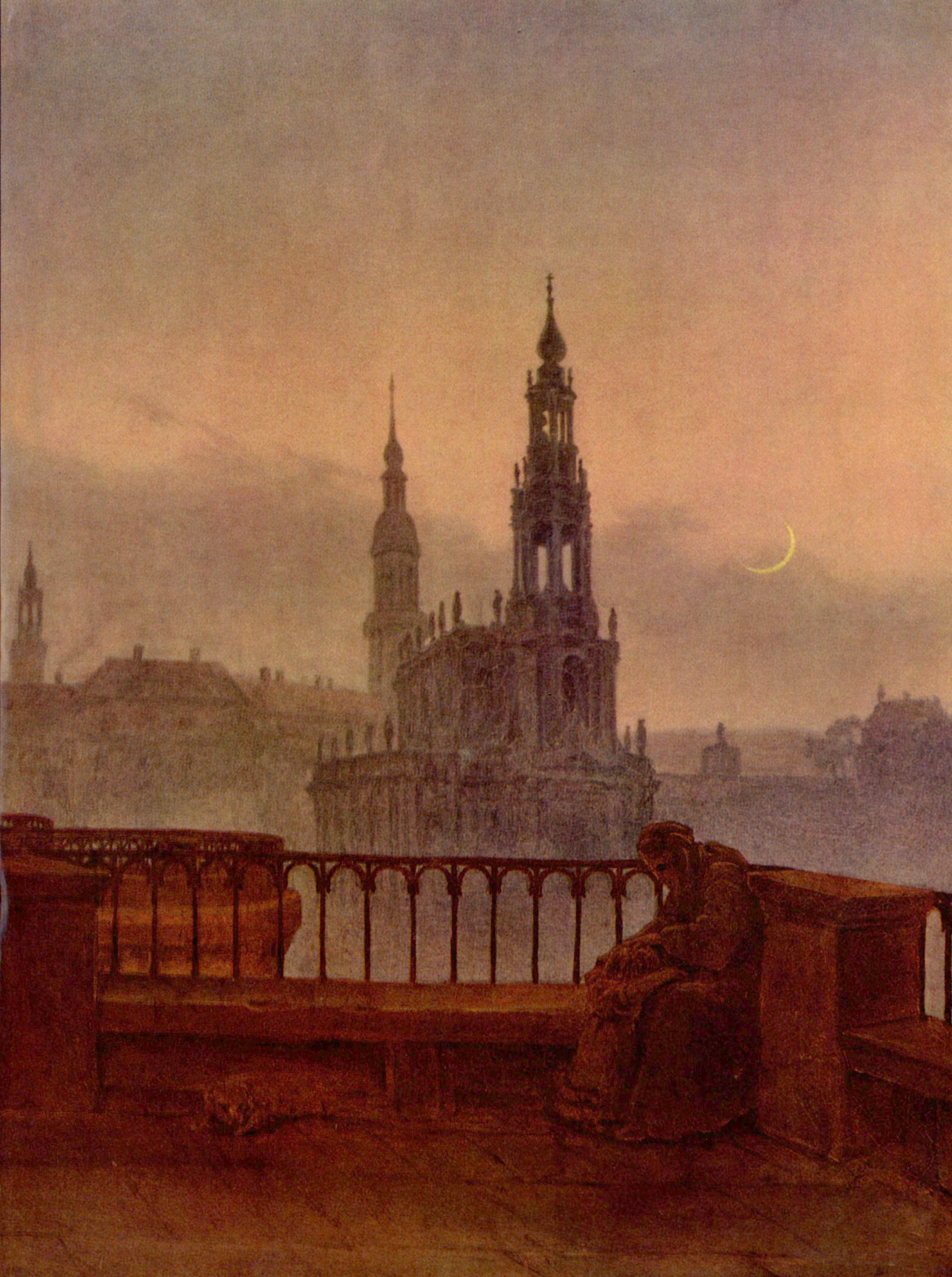
Gezicht op Dresden vanaf het Brühlsche terras
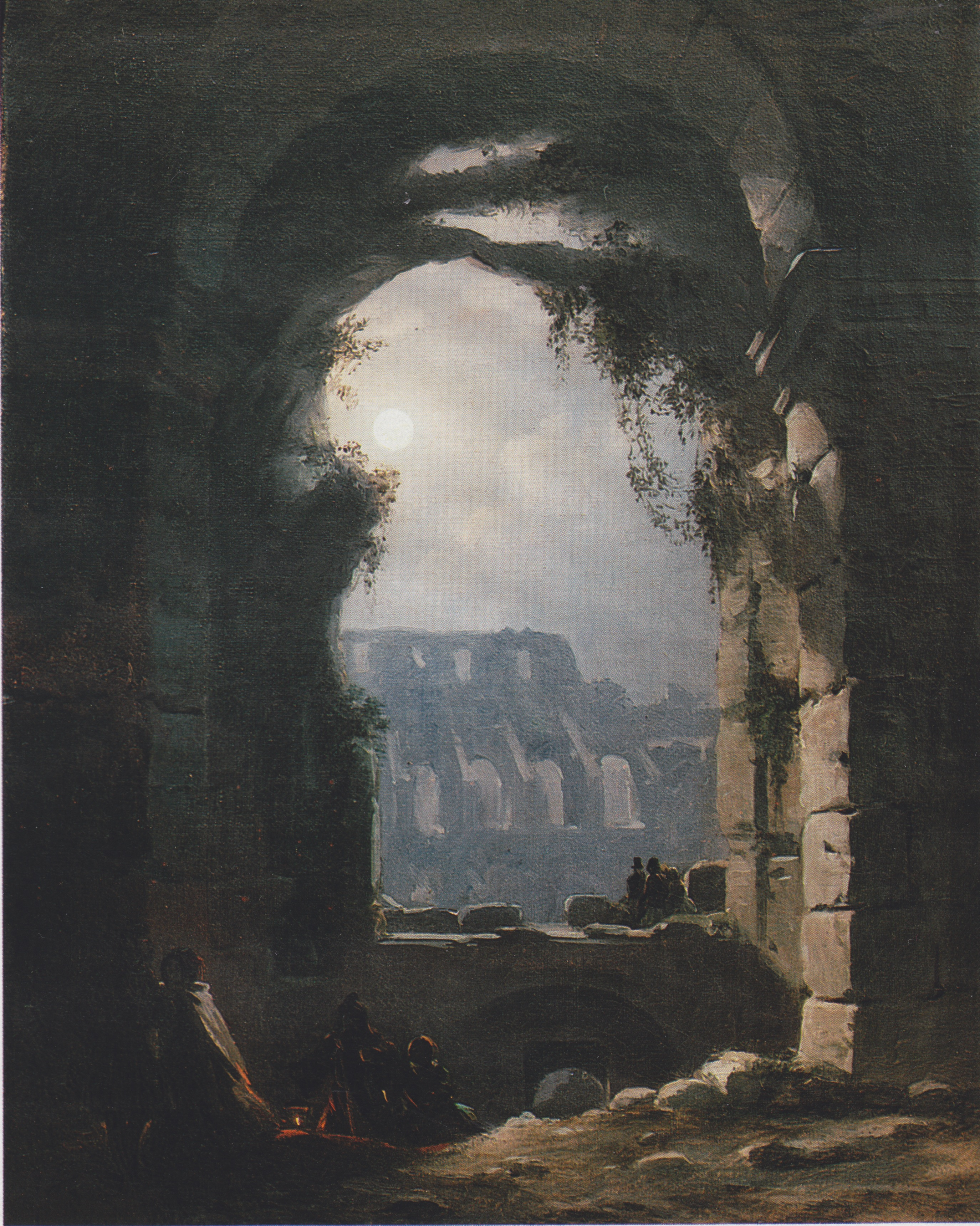
Het colosseum bij maanlicht
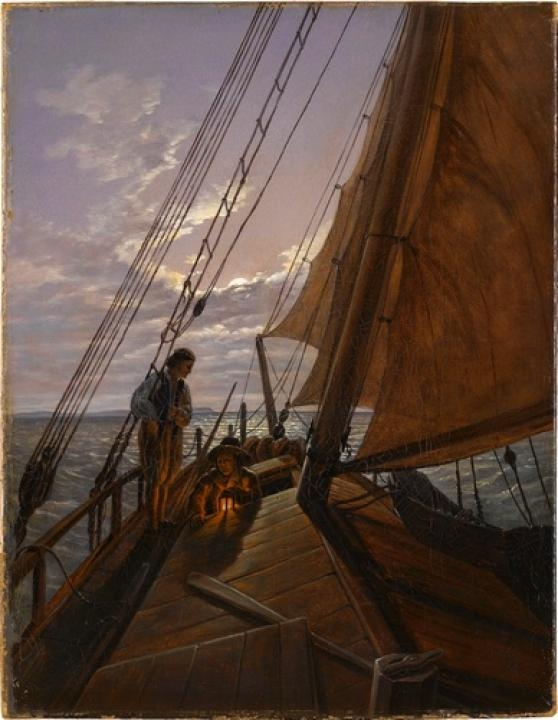
Zeilschip met twee schipper op hoge zee
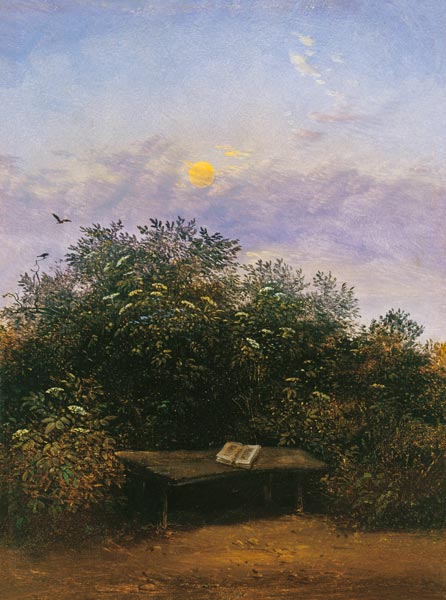
Bloeiende vlierstruik in de maneschijn
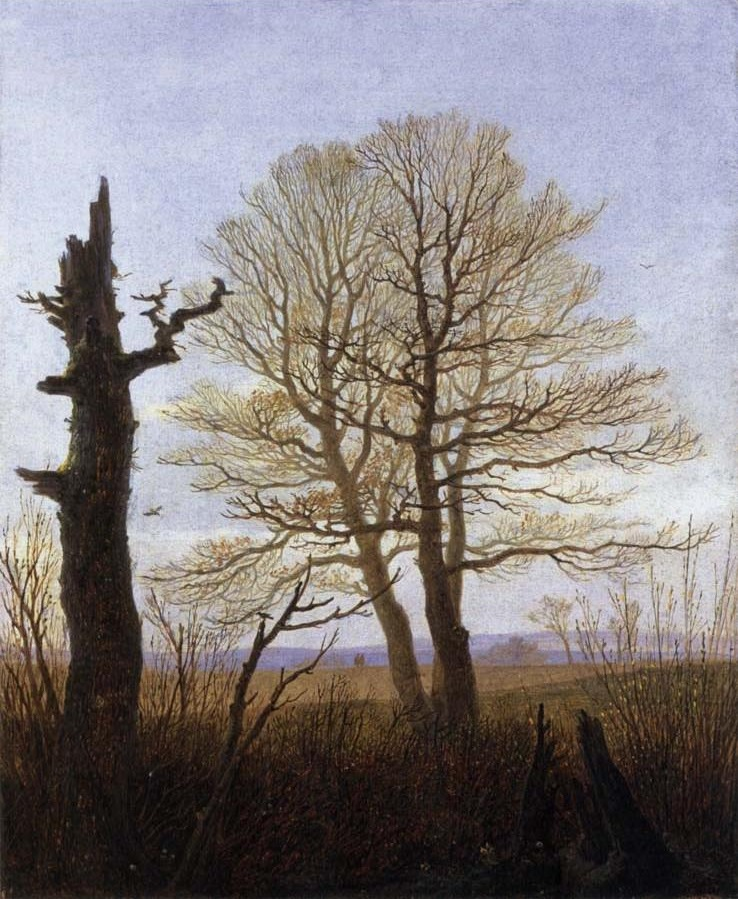
Landschap in het vroege voorjaar
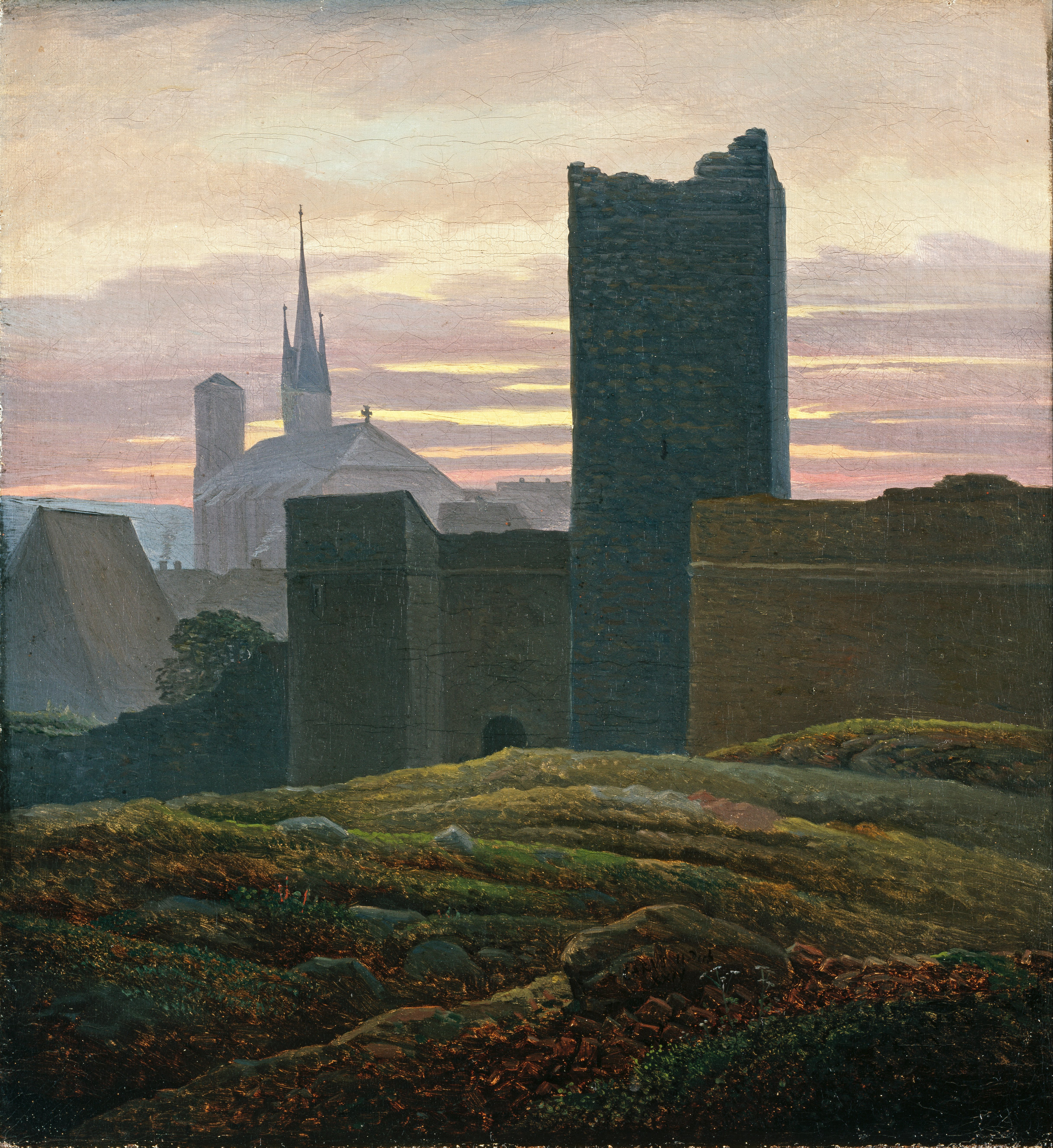
Het Koninklijke kasteel

## Wissenschaftliches Werk

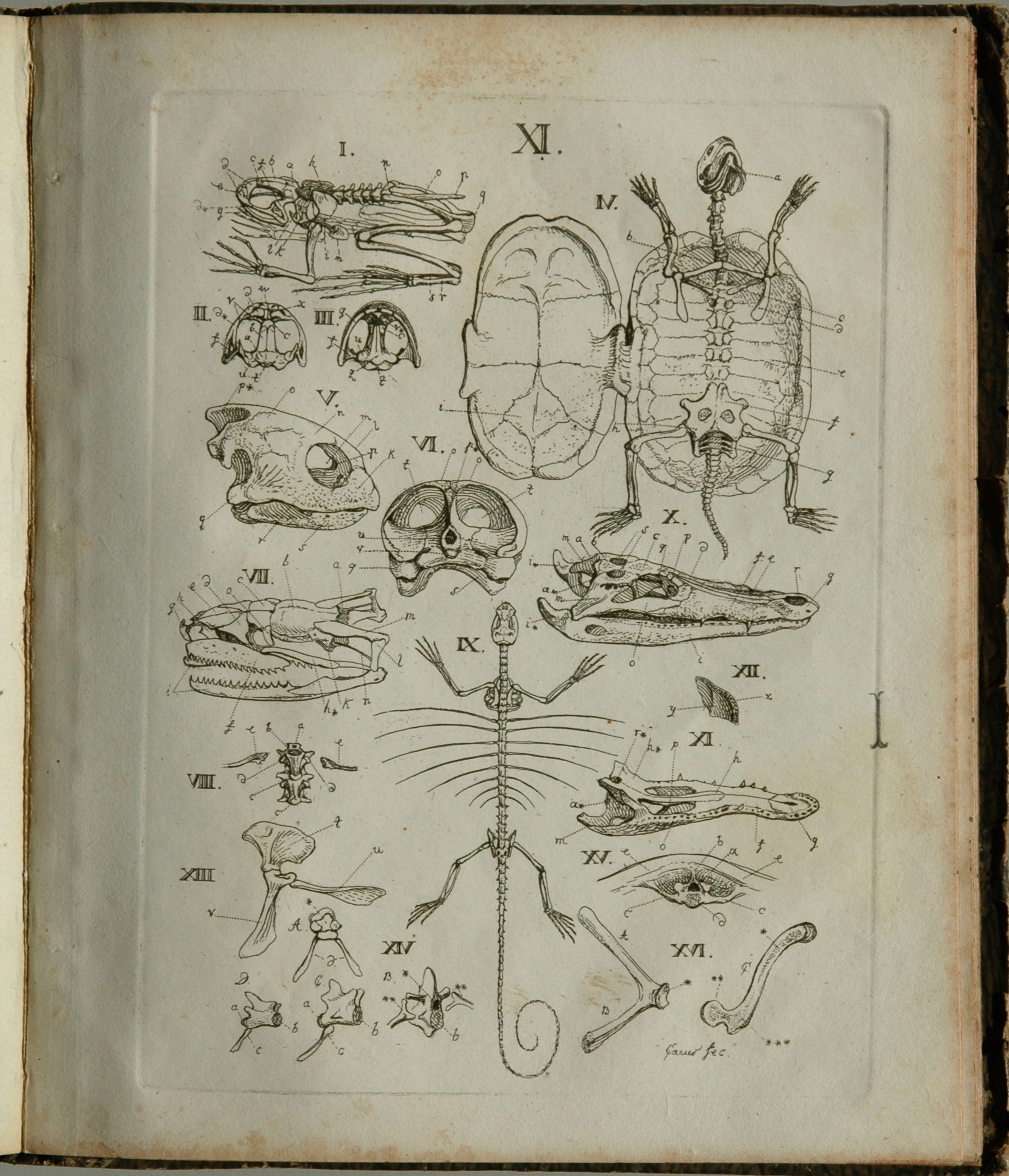
Pagina uit „Zur Zootomie“, door Carus zelf geëtst.

Mnemosyne (1848)

- Zwanzig Kupfertafeln nebst deren Erklärung. Zur Zootomie. 1818
- Lehrbuch der Zootomie, 1818
- Neun Briefe über Landschaftsmalerei, 1819–1824
- Grundzüge allgemeiner Naturbetrachtung, 1823
- Lehrbuch der Gynäkologie, 1820.
- Grundzüge der vergleichenden Anatomie und Physiologie, 1828.
- Vorlesungen über Psychologie, gehalten im Winter 1829/30 zu Dresden, 1831
- Grundzüge einer neuen und wissenschaftlich begründeten Cranioscopie (Schädellehre), 1841
- Zwölf Briefe über das Erdleben, 1841
- Psyche. Zur Entwicklungsgeschichte der Seele, 1846.
- Über die ungleiche Befähigung der verschiedenen Menschenstämme für höhere geistige Entwicklung, 1849.
- Symbolik der menschlichen Gestalt, 1853.
- Über Lebensmagnetismus und über die magischen Wirkungen überhaupt, 1857.
- Natur und Idee oder das Werdende und sein Gesetz. Eine philosophische Grundlage für die specielle Naturwissenschaft, 1861.
- Lebenserinnerungen und Denkwürdigkeiten, 1865/66 (memoires).
- Vergleichende Psychologie oder Geschichte der Seele in der Reihenfolge der Thierwelt, 1866.
- Erfahrungsresultate aus ärztlichen Studien und ärztlichem Wirken, 1872.